# 404 до н. е.
Рік 404 до н. е. був роком часів до юліанського римського календаря. Був відомий як 350 рік від закладення міста Рим). Деномінація 404 до н. е. для позначення цього року, почала існувати із часів раннього середньовіччя, коли для нумерації років в Європі стала популярною календарна ера Anno Domini.

## Події
- завершилась Пелопоннеська війна — найбільша в історії Стародавньої Греції війна між союзами грецьких полісів.
- встановлення в Афінах Тиранії 30.

### Єгипет
- Аміртей II із Саїса успішно проводить повстання проти Перської Імперії, що контролювала Єгипетську дельту. Він стає першим (і єдиним) фараоном Двадцять восьмої династії.

## Померли
- Дарій II — цар Персії з династії Ахеменідів.